# Fábián Zoltán (író)
Fábián Zoltán (Nyíregyháza, 1926. január 30. – Szentendre, 1983. május 2.) József Attila-díjas magyar író.

## Élete
A Zeneművészeti Főiskolára járt, azonban tanulmányait megszakította és újságíró lett. 1950-től jelentek meg írásai a Csillag, az Irodalmi Újság, az Új Hang című irodalmi folyóiratokban. 1950–1953 között könyvelői és statisztikusmunkát végzett különböző magasépítő vállalatoknál, 1953-1957 között. 1970-től a Magyar Írószövetség titkára, 1969-től pedig az Olvasó népért mozgalom titkára volt, tevékenykedett a Hazafias Népfront elnökségben is. A. F. Bian álnéven Kulin György (Q. G. Lyn) csillagásszal közösen írt tudományos fantasztikus regényeket. Halála előtti utolsó kötetében (Mesterek és kapcsolatok, 1981) személyes emlékeit és esszéit gyűjtötte egybe. 1983-ban autóbaleset következtében meghalt.

## Művei
- Utak (elbeszélések, Budapest, Szépirodalmi Könyvkiadó, 1952)
- Hegedűszó (elbeszélések, Budapest, Magvető Könyvkiadó, 1956)
- Íme, Európa! (úti élmények és elbeszélések, Budapest, Magvető Könyvkiadó, 1958)
- Ébredés; szerk. Szamos Rudolf, Fábián Zoltán, bev. Bölöni György; Magvető, Bp., 1959
- Három kiáltás (kisregények és elbeszélések, Budapest, Táncsics Kiadó, 1961)
- Ítélet (regény, Budapest, Magvető Könyvkiadó, 1961)
- Déltől hajnalig (forgatókönyv és novellák, Budapest, Magvető Könyvkiadó, 1965)
- Q. G. Lyn–A. F. Bianː Üzen a nyolcadik bolygó (tudományos-fantasztikus regény, Kulin Györggyel, Budapest, Magvető Könyvkiadó 1966)
- Visegrádtól Szentendréig. Lírai utikalauz; szerk. biz. vez. Fábián Zoltán; Athenaeum Ny., Bp., 1967
- Q. G. Lyn–A. F. Bianː Az ellentmondások bolygója (tudományos-fantasztikus regény, Kulin Györggyel, Budapest, Táncsics Könyvkiadó, 1969)
- Q. G. & F. Lyn–A. F. Bian: Aster (tudományos-fantasztikus regény, Kulin Györggyel és Kulin Ferenccel, Budapest, Magvető Könyvkiadó, 1971)
- A ma könyve, a könyv holnapja. Országos Könyvészeti Tanácskozás. Békéscsaba, 1972. május 26-27. Előadások, felszólalások; szerk. Fábián Zoltán; Városi Tanács, Békéscsaba, 1973
- Olvasótábori kis trakta; főszerk. Fábián Zoltán; Magyar Kommunista Ifjúsági Szövetség Központi Bizottság–Hazafias Népfront Országos Tanácsa, Bp., 1975
- A vízipálma. Kisregény és elbeszélések; Kozmosz Könyve, Bp., 1977
- Mesterek és kapcsolatok (Visszaemlékezések, Békéscsaba, Békéscsaba Város Tanácsa VB., 1981)
- Tavaszi hó. Válogatás SZOT-díjas prózaírók elbeszéléseiből; vál., szerk., utószó Fábián Zoltán; Népszava, Bp., 1983 (Népszava könyvtár)
- Faggatás nélkül (válogatott írások), Budapest, Szépirodalmi Könyvkiadó, 1986, ISBN 9631532526
- Íme, Európa. Napló helyett; szerk. Maróti István; 2. bőv. kiad.; Fábián Zoltán Alapítvány, Bp., 2004
- Lélekpendítés. Lírai útinapló, mely 1956. december 9-16-a és 1957. február 13. és március 8-a között íródott Lengyelországban; szerk. Bacsa Tibor, lengyel ford. Karolina Wilamowska; Fábián Zoltán Alapítvány, Bp., 2014

## Díjai
- 1952 József Attila-díj
- 1974 SZOT-díj

## Emlékezete
Nyíregyháza kertváros‐negyedében utca viseli a nevét.
A Dunabogdányi Általános Iskola az 1990-es évek közepe óta évente megrendezi a Fábián Zoltán mese- és prózamondó versenyt. Az író testvére Fábián Mária az iskola volt tanára a településen él.